# 全日本空手道志道会
全日本空手道志道会（ぜんにほんからてどうしどうかい）は、東京都町田市を拠点として活動する空手団体。

## 概要
他の空手諸派に属さない、独立した団体である。マーシャルワールド社製Kプロテクターを使用するライトコンタクト空手を中心に、伝統空手、空手柔術まで幅広く研究している。1988年設立。野角三千雄から和道流空手の指導を受けた武道空手の道場。指導にはライトコンタクト空手を中心に空手柔術、伝統的な空手（寸止めルール）、剣術、対刃物の戦い、キックボクシング、フルコンタクト空手、柔術などの技を取り入れており、競技大会にも参加している。春と秋の年2回、防具付きライトコンタクト空手競技大会を開催。伝統空手、防具付き空手、総合格闘技等の他団体競技大会にも選手を派遣している。毎年５月、全武道連合研究会という技術交流会を開催。
鶴川駅の近くにあるトタン屋根の建物「鶴川文化センター」（町田市立「鶴川市民センター」とは別）は以前「神風館空手道場」の名前で志道会が使用していた。